# Soleure
Soleure (Solothurn en allemand, Soletta en italien, Soloturn en romanche) est une ville suisse, chef-lieu du canton de Soleure.
Ayant abrité le siège de l'ambassade du royaume de France en Suisse de 1530 à 1792, Soleure est traditionnellement appelée « ville des ambassadeurs ». La vieille ville actuelle a été construite en grande partie entre 1520 et 1790 et montre donc de multiples styles architecturaux différents, mais surtout baroque. C'est pourquoi Soleure est parfois appelée « la plus belle ville baroque de Suisse ».

## Géographie

### Situation

Vue aérienne (1947).

La commune de Soleure s'étend sur 6,28 km2. Lors du relevé de 2013-2018, les surfaces d'habitations et d'infrastructures représentaient 71,8 % de sa superficie, les surfaces agricoles 20,4 %, les surfaces boisées 2,4 % et les surfaces improductives 5,3 %.
Située entre le Weissenstein et l’Aar, Soleure est un important centre industriel, commercial et culturel. La ville s'étend de part et d'autre de l'Aar.

### Transports
Un réseau de bus dessert Soleure et ses environs, dans le cadre de la communauté tarifaire Libero. La ville se trouve sur la ligne ferroviaire Zurich-Olten-Bienne. La gare est également le point de départ des lignes Soleure-Moutier, Soleure-Berthoud, Soleure-Niederbipp-Langenthal et Soleure-Berne.
Soleure est située sur la ligne de bateau reliant Bienne, ainsi que sur les autoroutes A5 (sortie 31, 32 et 33) et A1.

## Histoire

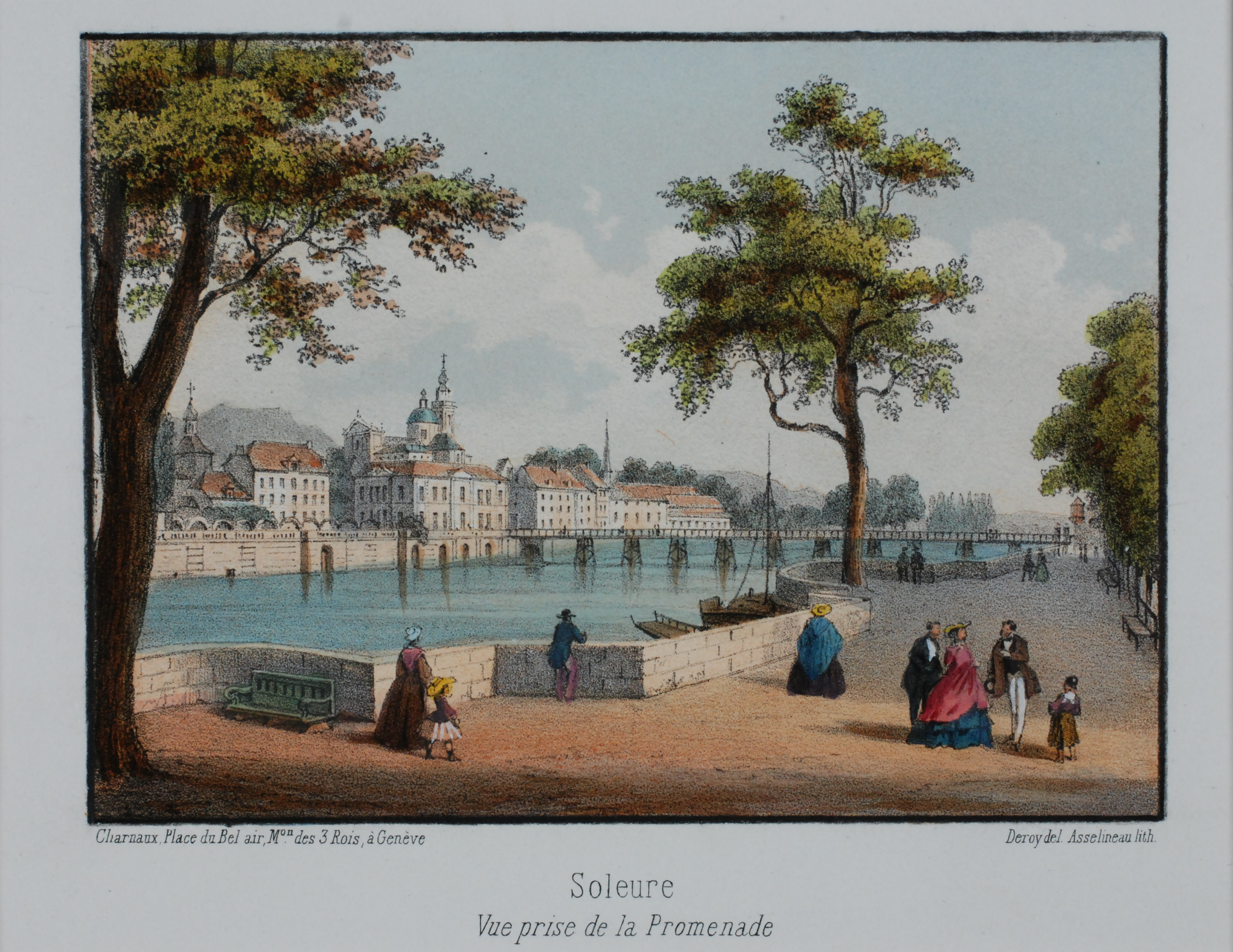
Aquarelle de Soleure, avec la cathédrale au fond de l'image.

Les légions romaines choisissent l'emplacement celtique nommé Salodurum « Porte de l’eau » pour faire franchir l’Aar par la voie qui va d'Aventicum (Avenches) à Vindonissa (Windisch). Vers l'an 20, les Romains y fondent une colonie qu’ils baptisent du même nom, Salodurum.
Vers 330, l'Urbs dotée de temples et de bains est transformée par les légions romaines en castrum, une forteresse dont les impressionnants vestiges sont encore visibles à divers endroits de la vieille ville.
Un grand axe routier d'Helvétie (Suisse) passe par Aventicum (Avenches), Morat, Chiètres et Kallnach pour se diriger vers Solodurum (Soleure) et Vindonnissa (Windisch), en longeant la côte est du Seeland. Une seconde voie romaine traverse le Seeland vers Witzwil, entre les lacs de Neuchâtel et de Morat. Une bifurcation emprunte les gorges du Taubenloch et traverse le Jura par le col de Pierre Pertuis.
La ville de Soleure est admise dans la Confédération en 1481. Bien que la Réforme dans ses débuts ait trouvé de nombreux adhérents dans les campagnes, Soleure demeure fidèle à la foi catholique.

## Démographie

### Population
Soleure compte 16 855 habitants fin 2023 (plus de 70 000 pour l'agglomération). Sa densité de population atteint 2684 hab./km2.

### Pyramide des âges
En 2023, le taux de personnes de moins de 30 ans s'élève à 29,4 %, au-dessous de la valeur cantonale (30,2 %). Le taux de personnes de plus de 60 ans est quant à lui de 28 %, alors qu'il est de 28,2 % au niveau cantonal.
La même année, la commune compte 8 185 hommes pour 8 670 femmes, soit un taux de 48,6 % d'hommes, inférieur à celui du canton (50,1 %).
| Hommes | Classe d’âge | Femmes |
| ------ | ------------ | ------ |
| 0,9    | 90 ans ou +  | 1,9    |
| 8,2    | 75 à 89 ans  | 11,4   |
| 16,1   | 60 à 74 ans  | 17,5   |
| 19,2   | 45 à 59 ans  | 18,4   |
| 24,9   | 30 à 44 ans  | 22,7   |
| 17,6   | 15 à 29 ans  | 16,4   |
| 13,1   | - de 14 ans  | 11,7   |

| Hommes | Classe d’âge | Femmes |
| ------ | ------------ | ------ |
| 0,6    | 90 ans ou +  | 1,4    |
| 8,0    | 75 à 89 ans  | 9,8    |
| 18,2   | 60 à 74 ans  | 18,4   |
| 21,1   | 45 à 59 ans  | 20,9   |
| 21,0   | 30 à 44 ans  | 20,2   |
| 16,0   | 15 à 29 ans  | 14,9   |
| 15,1   | - de 14 ans  | 14,3   |

## Culture et patrimoine

Costume de Soleure, lithographie 1800-1840 de Carles Étienne Motte

### Héraldique
| Blason | Blasonnement : Coupé de gueules et d'argent. Commentaires : Le canton et la ville portent le même blason. L'écu de la ville est timbré d'une couronne à cinq feuilles (comme celle du canton, mais sans support), celui de la bourgeoisie d'une couronne murale à trois créneaux allant en décroissant. Ces couronnes sont émaillées d'or. |

### Patrimoine bâti

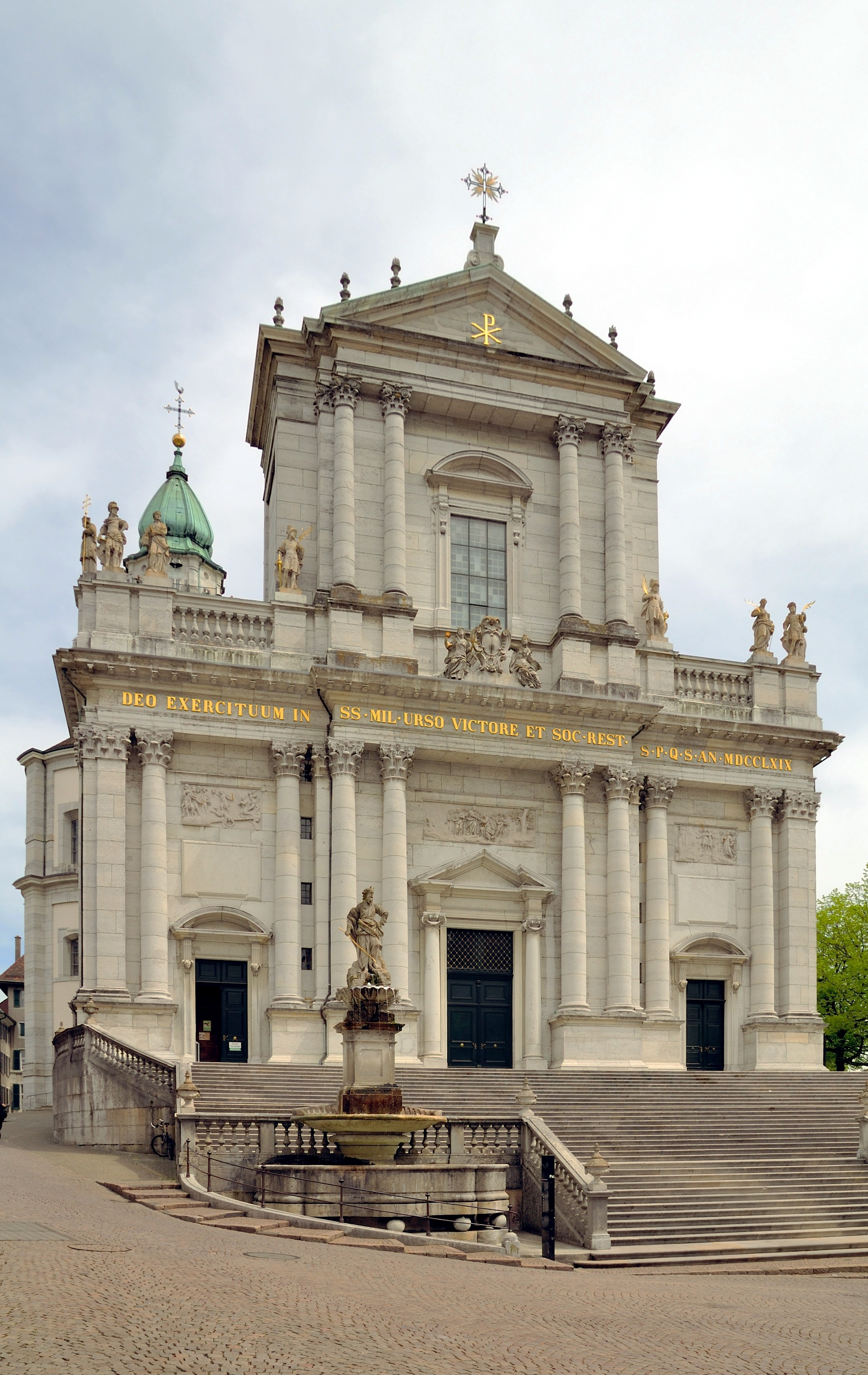
La façade principale de la cathédrale de Soleure, construite par l'architecte tessinois Gaetano Matteo Pisoni (1773).

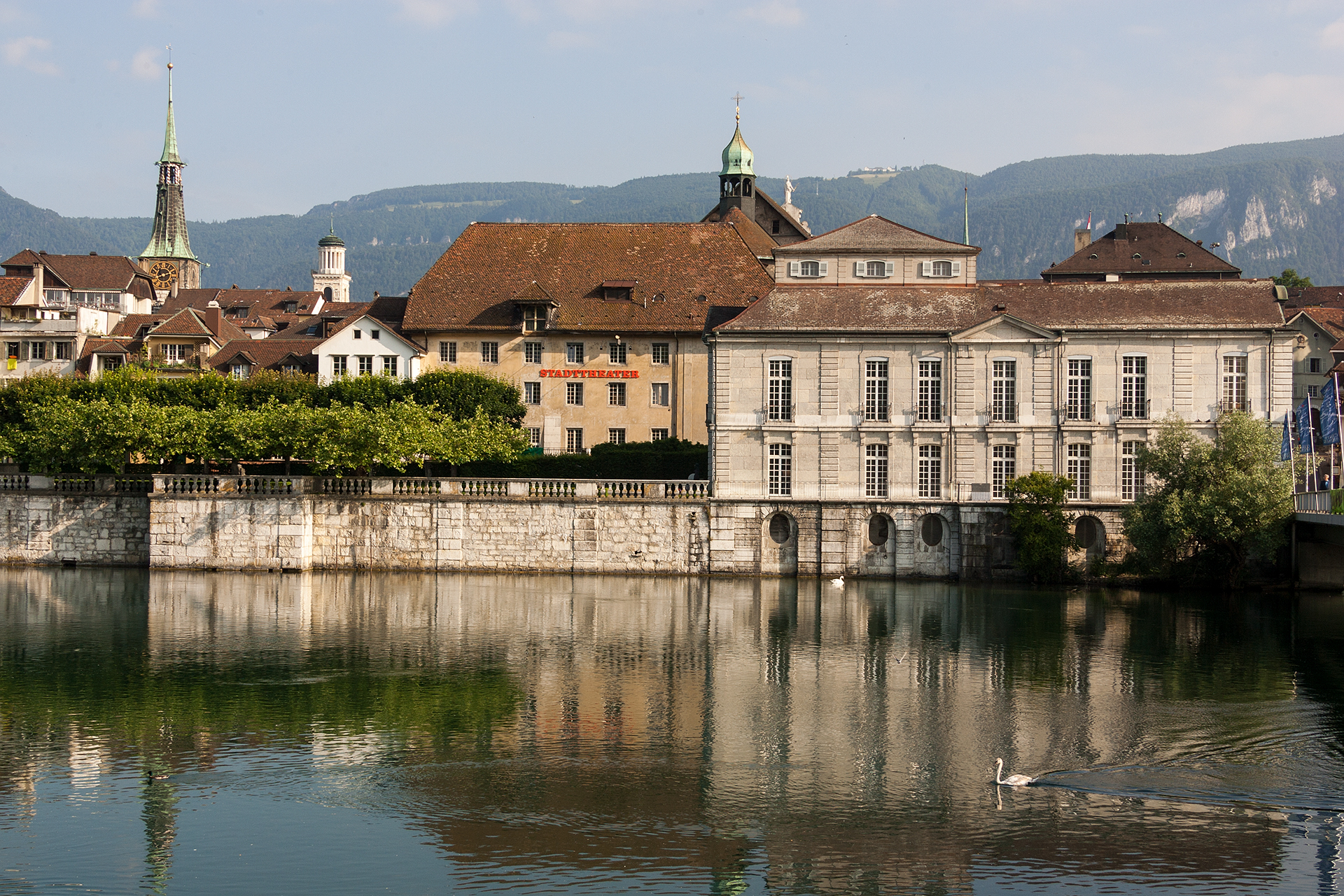
Le palais Besenval, premier hôtel particulier construit en Suisse (1706).

La vieille ville de Soleure possède un riche patrimoine bâti. Au XVIe siècle, l'enceinte de la ville a été renforcée, notamment par la porte de Bâle et trois tours rondes.
Les innovations dans l'art de la guerre au fin du Moyen Âge ont nécessité l'extension des fortifications de Soleure. C'est ainsi que l'on commença en 1453 la construction du mur de la ville au nord de la porte Eichtor. En 1454, la tour Nydeck (Riedholzturm), d'abord carrée, et la tour Krummturm, construite en 1462, furent ajoutées dans le faubourg. À la fin des années 1480, la Hürligtor, la Berntor (porte de Berne) intérieure et la Wassertor extérieure ont été renforcées. Plus tard, on ajouta la porte de Bâle (1504 à 1508), la tour de Burrist (1534) et la nouvelle tour de Riedholz (1548) sur un plan circulaire. À partir de 1467, on commença en outre la construction du nouvel hôtel de ville dans l'Eselsgasse, qui ne fut entièrement achevé qu'en 1711 avec une nouvelle façade à double tour à l'est.
La ville peut s'enorgueillir d'exceptionnels exemples d'architecture religieuse classique, tels que la prestigieuse cathédrale Saint-Ours et Saint-Victor et l'église des Jésuites (1680-1689). Dans le domaine civil, l'Arsenal (1610-1619), l'hôtel de ville avec sa tour d'escalier nord (1632-1634) et sa façade est (tour des archives 1624, achevée en 1703-1714), le nouvel Ambassadorenhof (1717-1724), l'hôpital Saint-Esprit dans un faubourg (1735-1800), la tour de l'horloge.
Aux XVIIe et XVIIIe siècles s'élèvent de prestigieuses demeures bourgeoises, telles que la maison Reinert (1798-1799), ainsi que d'élégants châteaux et résidences d'été dans la campagne environnante : Palais Besenval (1703-1706), il s'agit du premier hôtel particulier qui a été construit sur le territoire suisse, le château Vigier (1648-1650), le château de Waldegg (1682-1686) (aujourd'hui dans la ville voisine de Feldbrunnen-St. Niklaus), château de Steinbrugg (1665-1668) et le château de Blumenstein (1725-1728).
Le Landhaus (place d'amarrage des bateaux) voyait notamment passer d'importantes cargaisons de vin en provenance de Suisse romande.

### Musées
Le musée de l'ancien Arsenal présente des collections d'équipement militaire, d´insignes et de médailles, d'arts graphiques et d'instruments de musique militaire.
Le musée d'histoire naturelle est connu pour être un musée attractif pour la famille avec ses expositions didactiques. Il expose des animaux, des plantes, des fossiles, des pierres de la région.
Le musée d'art expose à la fois d'anciens maîtres suisses (Cuno Amiet, Ferdinand Hodler, Giacometti, Valloton, etc.) et étrangers (Van Gogh, Klimt, Degas, Cézanne, Matisse, Renoir, Rouault, etc.) ainsi que des œuvres d'artistes contemporains. Le musée a été inauguré en 1902 et il s'agit de l'une des plus importantes institutions culturelles du canton de Soleure.
La ville comporte également un musée de la poupée, un musée « Kosciuszko », présentant la chambre mortuaire et des souvenirs personnels liés à Tadeusz Kościuszko, un musée des ordinateurs (« Enter Museum »), et le musée de la pierre.

### Manifestations
Soleure est connue pour son carnaval, mais également pour ses Journées cinématographiques (cinéma suisse), pour les Journées littéraires de Soleure, pour le Classic Openair ainsi que la foire d'automne HESO où les entreprises de la région exposent leurs produits.

### Distinctions
Soleure obtient le prix Wakker en 1980.

### Expression populaire
L'expression « être chargé pour Soleure » ou plus simplement « être sur Soleure » est courante en français de Suisse et décrit un état d'ébriété, voire d'ivresse qui aurait ses origines dans le transport des vins sur les canaux d'Entreroches et de l'Aar : durant le trajet, les bateliers se servaient souvent de leur charge, arrivant ainsi à Soleure dans un état plus ou moins alcoolisé.

## Volontariat
Chaque année, en juillet, le Service Volontaire International avec son partenaire local, organise gratuitement un projet de volontariat international ouvert aux jeunes venus des quatre coins du monde. Pendant deux semaines, l'objectif est de réaliser des fresques dans les rues de Soleure.

## Économie
Entre 1857 et 1890 le calcaire est exploité dans les carrières comme « Marbre de Soleure ».
Entre 1863 et le début du XXIe siècle Viktor Glutz-Blotzheim exploite la fabrique de charnières et de serrures Glutz SA.
En 1876, Josef Müller-Haiber transforma des faibles installations hydrauliques du moulin Schanzmühle en un atelier de décolletage, à l'origine des usines Sphinx.
En 1886, le même Müller-Haiber construit la première ligne électrique aérienne du monde pour alimenter sa fabrique depuis la centrale de Kriegstetten, distante de 7 km.
En 1888, la société anonyme Liga fait éclore l'industrie horlogère à Soleure, suivie par Meyer & Stüdeli en 1905, qui devient Roamer Watch en 1952.
En 1918, la firme Mido est fondée à Soleure par Georges Schaeren.
En 1922, Autophon, une entreprise de téléphones est fondée par des industriels soleurois. Cette entreprise fait aujourd'hui partie de ASCOM.
En 1946, la fabrique horlogère Mido quitte Soleure pour Bienne. En 1971, la marque Mido rejoint le groupement horloger ASUAG. En 1983, la marque Mido est rachetée par la Société suisse de microélectronique et d'horlogerie SA (future Swatch). En 1997, l'ancienne marque soleuroise Mido est fabriquée au Locle.
En 2000, Ascom rationalise ses activités et vend le site Autophon de Soleure.

## Personnalités
- Urs Graf (vers 1485-vers 1528-1529) : peintre et graveur ;
- Jean-Jacques de Surbeck (1644-1714) : militaire suisse au service du Royaume de France ;
- Jean Victor de Besenval de Brünstatt (1671-1736) et son fils Pierre-Victor de Besenval de Brünstatt (1731-1791) : diplomates et officiers au service du royaume de France ;
- Tadeusz Kościuszko (1741-1817) : héros national polonais, décédé le 15 octobre à Soleure.
- Joseph-Antoine Froelicher (1790-1866) : architecte ;
- Jean-Louis d'Usson de Bonnac (1734-1821), prélat catholique français né à Soleure, dernier évêque d'Agen sous l'Ancien Régime, et aumônier de la Cour de Louis XVIII.
- Franz Misteli (1841-1903) : philologue classique et indo-européaniste ;
- Ernst Leitz (1843-1920), entrepreneur allemand, y est mort ;
- Cuno Amiet (1868-1961) : peintre ;
- William A. de Vigier (1912-2003) : industriel ;
- Georges Schaeren (1882-1958) : industriel ;
- Walter Hammer (1893-1949) : industriel ;
- Schang Hutter (1934-2021) : sculpteur ;
- Michel Jordi (1948) : entrepreneur et créateur de montre, né à Soleure ;
- Martin Müller-Reinhart (1954-2009) : graveur, peintre et sculpteur ;
- Martin Vetterli (1957-) : informaticien et président de l'EPFL né à Soleure ;
- Andreas Dettwiler (1960-) : bibliste et théologien protestant ;
- Sabine Süsstrunk (1962) : informaticienne née à Soleure ;
- Krokus : groupe de hard rock, créé dans cette ville dans les années 1970 ;
- Daniela Ryf (1987-) : triathlète, championne du monde d'Ironman et d'Ironman 70.3 ;
- Urs Jaeggi (1931-2021), artiste suisse.